# Santa Eulàlia de cal Camats
Santa Eulàlia de Cal Camats és una església de Montmagastre (Noguera) inclosa a l'Inventari del Patrimoni Arquitectònic de Catalunya.
Capella de titularitat privada dels propietaris de la casa.

## Descripció
Capella d'una nau adossada, a partir d'un cobert, a un mas. És de planta rectangular amb l'accés per llevant a l'eix de la nau. Està coberta per una volta de canó i teula àrab. Té una finestra espitllerada lateral de migjorn i un badiu obert a la capçalera. És interessant la porta amb arc de mig punt formada per grans dovelles de pedra recolzades sobre impostes escapçades.
La inscripció de la dovella resa així: "AUNDI/ ABRIL DEI/ 1653/ JOANCA/ MALS".